# Defensa Interior
Defensa Interior fou un grup armat antifranquista d'ideologia anarcosindicalista i llibertària, continuador de la lluita dels maquis actiu entre els anys 1962 i 1965.

## Formació
El 1960 les tres principals organitzacions llibertàries a l'exili (CNT, FIJL i FAI), agrupades en el Moviment Llibertari Espanyol, decidiren crear un organisme en el que estiguessin representades totes tres i dinamitzar l'acció armada i conspirativa contra el franquisme. El maquis es desfeia: Facerias havia mort el 1957 i Quico Sabaté el mateix 1960. Alhora, començaven a actuar el DRIL i ETA
El nom de l'organisme seria Defensa Interior. Després de l'aprovació del dictamen de Defensa Interior per la FAI i la FIJL, a principis del mes de gener de 1962 es reuní la Comissió de Defensa del MLE per nomenar-ne als integrants del Comitè de DI. Cada organització presenta una llista i finalment són nomenats Acracio Ruiz Gutiérrez (comissari de la 7a Brigada), Cipriano Mera i Germinal Esgleas Jaume per la CNT europea, Joan Garcia Oliver i Vicente Llansola Renau per la FAI (Amèrica), Octavio Alberola Suriñach per les FIJL i Juan Jimeno Montalbán per la CNT africana.
La direcció va posant al capdavant militants de talla i amb experiència conspirativa, amb enorme autonomia i que disposaven de contactes amb les autoritats franceses gràcies a haver participat en la Resistència. Tanmateix, hi hagué alguns problemes en el finançament per l'obstruccionisme del secretari de la Comissió de Defensa de la CNT, Ángel Carballeira Rego, amb el vistiplau d'Esgleas, que volia controlar el DI, i el de Llansola i els contraris a la reunificació.

## Accions de DI

### 1962
DI va decidir dur a terme "accions de fustigament" contra el govern franquista per denunciar la repressió i aportar solidaritat als presos polítics. El 5 de juny de 1962 va debutar amb l'explosió de dues bombes a Madrid, una en la Rectoria general castrense i una altra en la Nunciatura. El 8 de juny, també a Madrid, esclatà una bomba al Banc Popular Espanyol (pertanyent a l'Opus Dei). El l3 de juny esclata a Madrid una bomba en l'Institut de Previsió Social (Falange), i, el 30 de juny, a Barcelona, esclaten bombes en la Residència de Monteroles i en l'Institut Nacional de Previsió Social, així com en la Residència de Falange. Totes aquestes accions són reivindicades per la Federació Ibèrica de Joventuts Llibertàries (FIJL).
El 15 de juliol esclatà una bomba en la balconada de la Casa Consistorial de València, des del qual dies abans Franco havia pronunciat un discurs. El comunicat deia: et seguim els passos. El 19 d'agost va explotar una forta càrrega de plàstic prop de l'entrada del Palau d'Aiete. Encarregà al grup d'Antonio Martín Bellido i Paul Desnais el 12 d'agost que posés un petard al Valle de los Caídos, que va tenir força repercussió mediàtica. Va deixar un comunicat que deia: ni en la teva tomba descansaràs tranquil. Aquestes dues accions foren reivindicades pel DI i el MLE. Aquest mateix dia, a Madrid, esclaten bombes a les seus dels diaris Ya i Diario Pueblo.
El 20 d'agost, a Barcelona, esclaten bombes a les seus dels diaris La Vanguardia i ABC. El 23 de setembre, a Roma, esclataren dues bombes incendiàries en la Basílica de Sant Pere, poc abans del Concili del Vaticà II. El 7 d'octubre, a Nova York, esclatà una bomba en la finestra de la residència del cardenal Spellman, gran amic del règim franquista. Les reivindicacions enviades a la premsa recordaven el suport de l'Església a Franco. El 29 de setembre, a Milà, fou raptat el vicecònsol Elías per impedir la condemna a mort de l'estudiant llibertari català Jordi Conill i Vall que havia estat detingut unes setmanes abans al mateix temps que altres joves llibertaris de Barcelona, Madrid, Saragossa i Valladolid.
Entre el 2 i el 3 de desembre esclaten bombes en la residència del governador militar de Sant Sebastià, en el Palau de Justícia de València, en el Tribunal de Comptes de Madrid i en el Palau de Justícia de Lisboa, així com en el consolat espanyol d'Amsterdam. Aquestes accions són reivindicades pel Consell Ibèric d'Alliberament (CIL).

### 1963
En 1963, a Roma, esclaten bombes en les oficines d'Iberia i en la Delegació del CSIC, amb inscripcions contra el turisme a Espanya. Aquest mateix dia, als aeroports de Las Palmas, Barcelona i Madrid són sabotejats diversos avions d'Iberia i d'Aviaco. El 16 d'abril, a València i a Alacant, esclaten bombes en les oficines d'Iberia, així com en el vaixell Ciudad de Ibiza que arribava al port de Barcelona. Les accions de la campanya contra el turisme són reivindicades pel CIL. Pocs dies després són detinguts tres joves estudiants francesos. El 13 de juny, als aeroports de Londres, Frankfort i Ginebra, esclaten bombes en els avions d'Iberia i de la TAP abans de sortir.
El 29 de juliol de 1963 Bellido i Sergio Hernández atemptaren contra la seu de la Direcció General de Seguretat, provocant vint ferits, i contra els locals de la Delegació Nacional de Sindicats a Madrid. Simultàniament estaven preparant un nou atemptat contra Franco en el trajecte entre el Palau del Pardo i el Palau d'Oriente, al Puente de los Franceses, però fracassà per alguns problemes tècnics amb l'explosiu i perquè Franco va arribar-hi més tard del previst. L'1 d'agost, prop de Portbou és sabotejada la via del ferrocarril de Barcelona a Perpinyà. El 2 d'agost, a la zona de Sabadell, es produeixen diversos sabotatges en torres de conducció elèctrica. L'endemà, la Guàrdia Civil abat al darrer maquis Ramon Vila Capdevila Caracremada i la premsa espanyola dona la notícia de la detenció tres dies abans a Madrid (31 de juliol) dels joves militants del DI i de les Joventuts Llibertàries Francisco Granados Gata i Joaquín Delgado Martínez, a qui la policia franquista acusa de ser els responsables dels atemptats del 29 de juliol en aquesta ciutat, en el que no tenien res a veure. A més augmentaren les pressions de les autoritats franceses sobre el Moviment Llibertari i aquest decideix suspendre l'ajuda econòmica al DI per paralitzar "provisionalment" les seves accions.

### 1964
L'agost de 1964 el DI fa un darrer intent i envià a Madrid al jove anarquista escocès Stuart Christie per tal que es posés en contacte amb Fernando Carballo Blanco amb la intenció de cometre un atemptat contra Franco aprofitant el partit de futbol Espanya- URSS en l'estadi Santiago Bernabéu de Madrid. Tots dos foren detinguts l'11 d'agost.

## Delacions i caigudes
El 1961 es va infiltrar en la FIJL francesa l'agent secret Jacinto Guerrero Lucas, El peque, fill d'un funcionari de la Brigada Político-Social. Va ensarronar Alberola i se'l considera responsable de les caigudes de militants entre 1963 i 1969. José Luis Espinosa Pardo, antic agent secret del govern algerià que el 1964 va oferir el seu servei a la policia franquista, també s'infiltrà i col·laborà en la desmantellament de les FIJL a l'exili.
Francisco Granados Gata i Joaquín Delgado Martínez foren jutjats en consell de guerra sumaríssim acusats de l'atemptat de la DGS, condemnats a mort i executats pel garrot vil el 17 d'agost de 1963. Les sentències provocaren un centenar de detencions de militants llibertaris arreu d'Espanya, cosa que va paralitzar les accions de DI i la deixaren inoperant durant un temps. Aquestes execucions i la mort de Caracremada afectaren profundament la moral de la direcció de DI.
Endemés, des de 1963 els serveis secrets francesos donaren informació sobre els exiliats a canvi d'informació sobre l'OAS. L'11 de setembre de 1963 foren detinguts més de seixanta joves llibertaris i dos vells militants de la CNT, Cipriano Mera i José Pascual Palacios. La majoria dels detinguts són alliberats pocs dies després; però 21 queden a la presó sota l'acusació d'"associació de malfactors". Cipriano Mera és deixat en llibertat gràcies a la seva avançada edat i estat de salut. Pocs dies després fou il·legalitzada la FIJL.
L'1 de setembre de 1964 un consell de guerra va condemnar Fernando Carballo Blanco a 30 anys de presó i Stuart Christie a 20. Christie fou alliberat després de tres anys i mig de presó. Carballo no fou alliberat fins a 1976, un cop havia mort Franco.

## La fi del DI
La repressió a Espanya i França i l'obstruccionisme del sector immobilista de la CNT aturaren l'acció del DI. Al Congrés de Montpeller de la CNT de 31 de juliol de 1965 Germinal Esgleas Jaume fa aprovar l'anul·lació del dictamen d'Acció directa i revolucionària aprovat en 1961, que ell, Llansola i Celma, havien elaborat.
Després de Montpeller, la CNT i la FAI tornen a instal·lar-se en la rutina d'aprovar i ratificar acords, en la demagògia i l'immobilisme. La FIJL va abandonar definitivament la Comissió de Defensa del MLE i va decidir continuar la lluita activa contra el franquisme iniciada pel DI. Des de 1966 continuaria les accions armades contra el franquisme amb el nom Grupo Primero de Mayo, de Luis Andrés Edo. Posteriorment alguns dels seus membres col·laborarien amb els Grups d'Acció Revolucionària Internacionalista (GARI).